# جاك هيلديارد
جاك هيلديارد (بالإنجليزية: Jack Hildyard)‏(17 مارس 1908 في لندن - سبتمبر 1990 في لندن) هو مصور سينمائي بريطاني بارز ، ويعد من أمهر المصورين السينمائيين . تعاون مع كمية كبيرة من المخرجين المهمين عمل على عدد هائل من الأفلام . وهو حاصل على جائزة الأوسكار لأفضل تصوير سينمائي .

## المهنة
قام بعمل العديد من الأفلام مع المخرج ديفيد لين بما في ذلك حاجز الصوت (1952) واختيار هوبسون (1954)، بالإضافة إلى جسر على نهر كواي (1957) الذي هو واحد من أشهر الأفلام على الإطلاق والذي فاز عنه بجائزة الأوسكار لأفضل تصوير سينمائي والجمعية البريطانية للمصورين السينمائيين. 
كان فيلمه الأول حرية البحار في عام 1934، كجاذب تركيز، قبل العمل كمشغل كاميرا في أفلام ليزلي هوارد وآخرين، بما في ذلك بجماليون وطلاق السيدة إكس وبيمبيرنل سميث. كان فيلمه الأول كمصور سينمائي هو فيلم هنري الخامس للورنس أوليفييه عام 1944، والذي منحه خبرة في التصوير السينمائي الملون وجعلته أفلامه اللاحقة من أكثر المصورين رواجًا في إنجلترا. ومن أعظم أعماله فيلم فجأةً الصيف الماضي لجوزيف مانكفيتس .
تضمنت أفلامه الأخرى قيصر وكليوباترا (1945)، أناستازيا (1956)، صنداونرز (1960)، 55 يومًا في بكين (1963)، معركة الانتفاخ (1965)، كازينو رويال (1967)، يجب أن يموت الوحش (1974)، إميلي (1976)، الأوز البري (1978). وقام بتصوير فيلمي المنتج والمخرج مصطفى العقاد عن التاريخ الإسلامي، الرسالة (1976) وأسد الصحراء (1981)، وفي عام 1983، فيلم المخرج محمد شكري جميل، إنتاج صدام حسين، المسع على الكبرى. الذي رشح للجائزة الذهبية في عام 1983 في مهرجان موسكو السينمائي الدولي.

## الحياة الشخصية
كان جاك هيلديارد شقيق مهندس الصوت ديفيد هيلديارد الحائز على جائزة الأوسكار مرتين.

## روابط خارجية
- Jack Hildyard في قاعدة بيانات الأفلام على الإنترنت
- جاك هيلديارد في موقع شاشة الإنترنت [الإنجليزية]‏ التابع لمعهد الفيلم البريطاني